# Probolotettix centrositettigoides
Probolotettix centrositettigoides är en insektsart som beskrevs av Günther, K. 1939. Probolotettix centrositettigoides ingår i släktet Probolotettix och familjen torngräshoppor. Inga underarter finns listade i Catalogue of Life.